# Kroktjärnen (Fredrika socken, Lappland)
Kroktjärnen är en sjö i Åsele kommun i Lappland och ingår i Lögdeälvens huvudavrinningsområde. Kroktjärnen ligger i Lögdeälven Natura 2000-område.